# Moisés Cavero Cazo
Moisés Cavero Cazo (* 23. November 1885 in Ayacucho, Peru; † 17. Mai 1972 ebenda) war ein peruanischer Lehrer, Dramatiker und Dichter, der auf Chanka-Quechua und Spanisch schrieb.

## Leben
Moisés Cavero Cazo wurde am 23. November 1885 in der auch als Huamanga bekannten Stadt Ayacucho geboren. Er studierte am Priesterseminar (Seminario Conciliar San Cristóbal de Huamanga) mit der Absicht, Priester zu werden, schloss aber seine Studien schließlich als Lehrer ab und unterrichtete in verschiedenen Schulen der Stadt. Darüber hinaus war er auch Direktor eines Studentenwohnheims. Er gehörte zu den Gründern des Centro Cultural Ayacucho (Kulturzentrum Ayacucho). Sein erstes Theaterstück, Qisanpi sapan urpikuna („Einsame Tauben in ihren Nestern“), erschien in Ayacucho bei Voz del Centro, wahrscheinlich Ende der 1910er Jahre, und wurde in der Karwoche 1920 vom „Kreis der katholischen Arbeiter Ayacuchos“ (Círculo de Obreros Católicos de Ayacucho) uraufgeführt. Dieses Drama in zwei Akten über drei verwaiste Brüder, die vom Hacendado  misshandelt werden, war eines der ersten auf Quechua, die nicht in der Inkazeit, sondern in der damaligen Zeit angesiedelt waren. Das Stück war jahrzehntelang ein Erfolg, und 1934 erhielt Cavero Cazo hierfür einen Preis von der Stadtgemeinde Ayacucho. 1939 gab es die Premiere einer Komödie von Cavero Cazo in drei Akten, Kaypi wayta, wakpi kichka („Hier die Blüte, dort der Dorn“), über ein verlobtes Paar. Das Manuskript dieses nicht veröffentlichten Theaterstücks ist verloren gegangen.
Rómulo Cavero Carrasco verfasste auch Gedichte und Liedtexte, darunter die „Hymne für Huamanga“ (Himno a Huamanga) im Jahre 1957. Er war Autor einer Bücher über die Geschichte Perus (Historia de Huamanga, Algo de la Guerra con Chile) und über die Schulbildung der Landbevölkerung (Aporte a la castellanización del indígena: obra bilingüe, 1962). Er starb am 17. Mai 1972 in Huamanga.

## Familie
Rómulo Cavero Carrasco war verheiratet mit Donatila Infante. Sein Neffe war der katholische Geistliche und Quechua-Dramatiker José Salvador Cavero León.

## Werke

### Essays und Sachbücher
- 1962: Aporte a la castellanización del indígena: obra bilingüe. Ayacucho: Imprenta „La Región“.

### Theaterstücke auf Quechua
- (ohne Datum): Ccesanpi sapan urpicuna. Drama en dos actos, escrito en quechua. Ayacucho: Tipografía de „La Voz del Centro“. [Qisanpi sapan urpikuna („Einsame Tauben in ihren Nestern“), Uraufführung 1920.]
- (unveröffentlicht): Caipi Huayta, Huacpi Quichca. [Kaypi wayta, wakpi kichka („Hier die Blüte, dort der Dorn“), Uraufführung 1939, Manuskript verloren gegangen.]

### Gedichte und Lieder
- 1957: Himno a Huamanga